# Paladijevska arhitektura
Paladijevska arhitektura je evropski arhitekturni slog, izpeljan in zasnovan po zasnovi beneškega arhitekta Palladia (1508-1580). Tisto, kar je danes priznano kot paladijevska arhitektura, je razvoj Palladijevih originalnih konceptov. Njegovo delo je močno temeljilo na simetriji, perspektivi in vrednotah formalne klasične tempeljske arhitekture starih Grkov in Rimljanov. Od 17. stoletja je bila njegova interpretacija te klasične arhitekture prilagojena kot slog, imenovano paladianizem. Razvijala se je do konca 18. stoletja.
Paladijevstvo je sredi 17. stoletja postalo priljubljeno v Britaniji, vendar je bil njegov razmah prekinjen z začetkom državljanske vojne v Angliji in z uvedbo strogih ukrepov, ki so sledili. V začetku 18. stoletja se je vrnilo v modo ne le v Angliji, temveč tudi neposredno iz Britanije vplivalo v Prusiji. Grof Francesco Algarotti je morda pisal v Burlington iz Berlina in priporočil Frederiku Velikem, da v Prusiji sprejme arhitekturni slog, ki ga je predstavil v Angliji, vendar je Knobelsdorffova operna hiša v Unter den Linden, ki temelji na Campbellovi Wanstead House, bila zgrajena leta 1741. Kasneje v stoletju, ko je slog v Evropi ni bil več tako popularen, se je v britanskih kolonijah v Severni Ameriki povečala priljubljenost. Znani primeri so Drayton Hall v Južni Karolini, knjižnica Redwood v Newportu, Rhode Island, dvorec Morris-Jumel v New Yorku, hiša Hammond-Harwood v Annapolisu, Maryland in Tomasa Jeffersona Monticello in Poplar Forest v Virginiji.
V Evropi je bil v 19. in v začetku 20. stoletja slog še naprej priljubljen in je bil pogosto uporabljen pri oblikovanju javnih in občinskih stavb. Od pozne druge polovice 19. stoletja ga je v angleško govorečem svetu izpodrival neogotski slog, čigar prvaki, kot je Augustus Pugin, ki spominjajo na izvorno paladijevstvo v starodavnih templjih, je bil preveč pogan za anglikansko in anglokatoliško bogoslužje . Vendar pa je bil kot arhitekturni slog še vedno priljubljen in se razvijal; njegovi pedimenti, simetrija in razsežnosti so danes očitni pri oblikovanju številnih sodobnih stavb.

## Paladijevska arhitektura
Stavbe, ki jih je v celoti oblikoval Palladio, so v Benetkah in Benečiji, s posebej bogato skupino palač v Vicenzi, zdaj v priročnikih kot Palladijevo mesto. To so vile in cerkve, kot je Il Redentore v Benetkah. V Palladijevih arhitekturnih traktatih je sledil načelom, ki sta jih določila rimski arhitekt Vitruvij in njegov učenec iz 15. stoletja Leon Battista Alberti, ki se je držal principov klasične rimske arhitekture, ki temelji na matematičnih razsežnostih, ne pa bogatem okrasnem slogu, značilnem tudi za renesanso. 
Palladio je vedno oblikoval svoje vile glede na njihovo okolje. Če so na hribu, kot je Villa Capra, so fasade pogosto zasnovane tako, da so enake, da bi lahko stanovalci imeli lep pogled v vse smeri. Tudi portiki so bili v takih primerih zgrajeni na vseh straneh, tako da so lahko stanovalci v celoti uživali naravo, medtem ko so bili zaščiteni pred soncem, podobno mnogim ameriškim verandam. Palladio je včasih uporabljal ložo kot alternativo portiku. To je najbolj enostavno opisati kot vdolbino ali notranjo enonadstropno sobo s predrtimi stenami, ki so odprte za elemente. Občasno bi bila loža postavljena na drugo nadstropje nad ložo spodaj, kar je ustvarilo znano dvojno ložo. Lože so včasih dale fasadi značilen poudarek če jih je nadgradil pediment. Villa Godi ima kot osrednjo točko ložo, ne pa portik, in lože, ki zaključujejo vsak konec glavne stavbe.
Palladio je pogosto modeliral svoje vile po fasadah rimskega templja. Tempeljski vpliv, pogosto v obliki križa, je kasneje postal blagovna znamka njegovega dela. Paladijevsle vile so običajno zgrajene s tremi nadstropji: rustikalna klet ali pritličje, ki vsebuje servisni del in manjše sobe. Nad tem je piano nobile dostopen preko portika in zunanjih stopnic, kjer so glavna sprejemnica in spalnice, nad tem je nizek mezanin z drugimi spalnicami in nastanitvijo. Razmerje med sobami znotraj vile je bilo izračunano na preprostih matematičnih razmerjih, kot so 3:4 in 4:5; različne sobe v hiši so bile med seboj povezane s temi razmerji. Prvi arhitekti so uporabili te formule za uravnoteženje ene same simetrične fasade; Palladijevi modeli vendar so bili povezani v celotno, običajno kvadratno vilo. [5]
Palladio je posebej upošteval dvojni namen svojih vil, saj sta bila oba, kmečki in palačni del, zatočišče za bogate trgovske lastnike. Te simetrične tempeljske hiše imajo pogosto enako simetrična, vendar nizka od njih oddaljene krila, za konje, domače živali in kmetijsko orodje. Krila, ki so včasih ločena ali povezana z vilo s kolonadami, so bila zasnovana ne le za funkcionalnost, temveč tudi za dopolnjevanje in poudarjanje vile. Vendar niso bila nikakor namenjena kot del glavne hiše. Oblikovanje in uporabo teh kril pa so Palladijevi sledilci v 18. stoletju prilagodili tako, da so postala sestavni del stavbe. 

## Beneško okno
Palladijevo, Serlijevo ali beneško okno je v veliki meri značilno za Palladijeva dela in je skoraj blagovna znamka njegove zgodnje kariere. Sestavljeno je iz centralne odprtine s polkrožnim lokom preko, ki ga nosi impost, sestavljenim iz majhnega ogredja, pod katerim ali ga obdajata dve drugi odprtini, po en par na vsaki strani, sta pilastra. V knjižnici v Benetkah je Sansovino spreminjal oblikovanje z zamenjavo stebrov za dva notranja pilastra. Motiv je prvič uporabil Donato Bramante, kasneje pa ga je Sebastiano Serlio (1475-1554) omenjal v svoji sedmi knjigi Tutte l'opere d'architettura et prospetiva, ki razlaga ideale Vitruvija in rimske arhitekture. To obokano okno obdano z dvema spodnjima pravokotnima odprtinama, se je prvič pojavilo v triumfalnih obokih antičnega Rima. Palladio je široko uporabljal motiv, predvsem v arkadah bazilike Palladiana v Vicenzi. Prav tako je značilnost njegovih vhodov tako v Villa Godi kot v Villa Forni Cerato. Morda je ta obsežna uporaba motiva v Benečiji oknu dala drugo ime beneško okno, znano je tudi kot serlijevo okno. Karkoli je ime ali izvor, je ta oblika okna verjetno postala ena najbolj trajnih značilnosti Palladijevih del, ki se je pojavljala v poznejših arhitekturnih slogih, ki so se razvile iz njih. Po besedah Jamesa Lees-Milneja je bil prvi primer v Veliki Britaniji v preurejenih krilih Burlington House v Londonu, kjer je bil neposredni vir dejansko v oblikovanju Inigo Jonesa za palačo Whitehall, ne pa zgolj iz samega Palladia. 
Različica, v kateri je motiv zaprt v slepem loku, ni palladijevski, čeprav se zdi, da je Burlington domneval, da je tako. Risbe, ki jih je imel, kažejo tri takšne lastnosti v ravni steni (slika Claydon House). Sodobni strokovnjak pripisuje risbo Scamozziju. Burlington je uporabil motiv leta 1721 za povišanje palače Tottenham v Savernake Forestu za svojega zeta lorda Brucea (zdaj preoblikovan). Kent ga je uporabil v svojih modelih za parlament in se pojavi v izvedenih modelih za severno fasado Holkham Hall. 

## Zgodnji paladianizem
Leta 1570 je Palladio objavil svojo knjigo I Quattro Libri dell'Architettura (Štiri knjige o arhitekturi), ki je navdihovala arhitekte po Evropi.
V 17. stoletju so se številni arhitekti, ki so študirali v Italiji, učili o Palladijevih delih. Tuji arhitekti so se nato vrnili domov in prilagodili njegov slog, da bi ustrezal različnim podnebjem, topografijam in osebnim okusom strank. Na ta način so nastale izolirane oblike paladijevske arhitekture po vsem svetu. Vendar pa je slog dosegel zenit priljubljenosti do 18. stoletja, predvsem v Angliji, Walesu, na Škotskem, Irskem in kasneje v Severni Ameriki. V samih Benetkah je nastal zgodnji odziv na ekscese baročne arhitekture, ki se je izkazal kot vrnitev k paladijevskim načelom. Najstarejši neopaladijevci sta bila sodobniki, izučena kot zidarja, Domenico Rossi (1657-1737)  in Andrea Tirali (1657-1737) . Tommaso Temanza, njun biograf, se je izkazal za najbolj sposobnega in učenega predlagatelja gibanja; v njegovih rokah se je vizualna dediščina Palladijevega primera vedno bolj kodirala v pravilih in se približala neoklasicizmu. 
Najvplivnejši Palladijev privrženec kjerkoli je bil Anglež Inigo Jones, ki je potoval po vsej Italiji z zbirateljem grofom Arundelskim v 1613-14 letih . "Paladijanstvo" Jonesa in njegovih sodobnikov ter kasnejših sledilcev je bil večinoma slog fasad, matematične formule, ki narekujejo postavitev pa niso bile strogo uporabljene. Peščica velikih hiš v Angliji, zgrajena med letoma 1640 in okoli 1680, kot je Wilton House, so v tem slogu. Temu velikemu Jonesovemu uspehu so sledili paladijevski modeli za Queen's House v Greenwichu in Banqueting House v Whitehallu, nedokončana palača kralja Karla I. v Londonu.
Vendar so bili paladijevski modeli, ki jih je zagovarjal Inigo Jones, preveč tesno povezani z dvorom Karla I., da bi preživeli pretres državljanske vojne. Po restavriranju Stuartov je sledilo baročno oblikovanje arhitektov, kot sta William Talman in sir John Vanbrugh, Nicholas Hawksmoor in celo Jonesov učenec John Webb.

## Neopaladijstvo

### Angleška paladijevska arhitektura
Baročni slog, ki je bil priljubljen v celinski Evropi, ni bil nikoli resnično po angleškem okusu. Hitro je bil nadomeščen, ko so v prvi četrtini 18. stoletja v Britaniji objavili štiri knjige, ki so poudarjale preprostost in čistost klasične arhitekture. To so bile:
1. Vitruvius Britannicus, ki ga je izdal Colen Campbell, 1715 (od katerih so se skozi stoletje pojavile dodatne količine)
2. Palladijeva Four Books of Architecture, ki ga je prevedel Giacomo Leoni, objavljena leta 1715 naprej.
3. Leone Battista Albertija De Re Aedificatoria, prevedel Giacomo Leoni, objavljena 1726.
4. The Designs of Inigo Jones ... z nekaterimi dodatnimi modeli, ki jih je objavil William Kent, 2 vol., 1727 (Nadaljevanje, Some Designs of Mr. Inigo Jones and Mr. William

Kent so leta 1744 izdali arhitekt John Vardy, Kentov sodelavec.
Najbolj priljubljen med bogatimi pokrovitelji je bil Colena Campbella, Vitruvius Britannicus. Campbell je bil tako arhitekt kot založnik. Knjiga je bila v bistvu knjiga oblikovanja z arhitekturnimi odtisi britanskih stavb, ki so jih navdihnili veliki arhitekti of Vitruvija v Palladija; najprej predvsem Inigo Jones, poznejši pa so vsebovali risbe in načrte Campbella in drugih arhitektov 18. stoletja. Te štiri knjige so močno prispevale k paladijevski arhitekturi, ki se je uveljavila v Britaniji 18. stoletja. Njihovi trije avtorji so postali najbolj modni in iskani arhitekti tega obdobja. Zaradi knjige Vitruvius Britannicus je bil Colen Campbell izbran za arhitekta Stourhead house za bankirja Henryja Hoareja I., mojstrovina, ki je postala navdih za desetine podobnih hiš po vsej Angliji.
Na čelu nove šole za oblikovanje je bil aristokratski "arhitekt grof", Richard Boyle, 3. grof Burlingtonski; leta 1729 sta on in William Kent izdelala Chiswick House. Ta hiša je bila ponovna razlaga Palladijeve Ville Capra, očiščena elementov in okraskov 16. stoletja. To hudo pomanjkanje okraskov je bila značilnost paladijevstva. Leta 1734 sta William Kent in lord Burlington oblikovala enega najlepših primerov paladijevske arhitekture Holkham Hall v Norfolku. Glavni blok te hiše je natančno sledil Palladijevim smernicam, vendar so bile nizka, pogosto ločena krila gospodarskih poslopij povišana. Kent jih je pritrdil na zasnovo, izgnal domače živali in povišal krila skoraj na enak nivo kot hiša. Ta krila so bila pogosto okrašena s portiki in pedimenti, ki so pogosto podobna, kot v mnogo poznejši Kedleston Hall, majhni podeželski hiši v njegovi lasti. Razvoj bočnih kril je povzročil, da se je angleški paladijevski slog razvil, ne bi bili posnemovalci izvirnega dela Palladija.
Arhitekturni slogi se razvijajo in spreminjajo v skladu z zahtevami vsakega posameznega odjemalca. Ko se je vojvoda Bedford leta 1746 odločil za obnovo opatije Woburn, je za oblikovanje izbral paladijevski slog, saj je bil ta najbolj moden. Izbral je arhitekta Henryja Flitcrofta, Burlingtonovega zaščitnika. Osrednji blok je majhen, le trije oboki, tempelju podoben portik je le nakazan in je zaprt. Dve veliki bočni krili, ki vsebujeta več državnih prostorov, nadomestijo stene ali kolonade, ki bi se morale povezati z gospodarskimi poslopji; te stavbe, ki zaključujejo strukturo, so dvignjene in se ujemajo z osrednjim blokom in imajo paladijevska okna, da so videti kot paladijevsko oblikovana. Ta razvoj sloga je bilo treba ponoviti v neštetih hišah in mestnih palačah v Britaniji več kot sto let. Padajoč v korist v viktorijanskem obdobju, ga je oživel sir Aston Webb za njegovo preoblikovanje Buckinghamske palače leta 1913. Pogosto so imeli zaključni bloki slepe portike in pilastre, ki vzbujali pozornost ali dopolnjevali osrednji blok. To je bilo vse daleč od oblikovanja Palladia dvesto let prej.
Angleške paladijevske hiše niso bile več majhne, a izvrstni vikendi. Niso bile več vile, ampak »mogočne hiše« kot jim je rekel sir John Summerson, simbolni centri moči vigovcev, ki so vladali v Veliki Britaniji. Te stavbe so namesto kvadratnih hiš s stranskimi krili imele dolge fasade kot glavno pozornost, pogosto samo z eno sobo globoko so namerno zavajale pri dajanju napačnega vtisa o velikosti.

### Irsko paladijevska arhitektura
V obdobju paladijevske oživitve na Irskem so bili v neopaladijevskem slogu postavljeni tudi precej skromni dvorci. Paladijevska arhitektura na Irskem se razlikuje od tiste v Angliji. Medtem ko se v drugih državah držijo osnovnih Palladijevih idej, je pogosto bolj verodostojna - morda zato, ker so jo pogosto zasnovali arhitekti, ki so prišli neposredno iz celine Evrope in zato niso bili pod vplivom evolucije, ki je potekala v Veliki Britaniji. Ne glede na razlog, je bilo paladijevstvo še vedno treba prilagoditi bolj vlažnemu, hladnejšemu vremenu.
Eden izmed najbolj pionirskih irskih arhitektov je bil sir Edward Lovett Pearce (1699-1733), ki je postal eden od vodilnih zagovornikov paladijevstva na Irskem. Bratranec sira Johna Vanbrugha je bil prvotno eden od njegovih učencev, vendar je zavrnil barok, tri leta študiral arhitekturo v Franciji in Italiji, preden se je vrnil domov na Irsko. Njegova najpomembnejša dela je nekdanji irski Parlament v Dublinu. Bil je plodni arhitekt, ki je prav tako zasnoval južno fasado doma Drumcondra leta 1727 in palače Cashel leta 1728.
Eden izmed najpomembnejših primerov paladijevstva na Irskem je Castletown House, blizu Dublina. Projekt je oblikoval italijanski arhitekt Alessandro Galilei (1691-1737), morda je edina taka na Irskem, ki je bila zgrajena z matematičnimi razmerji Palladia in ena od treh irskih dvorcev, ki trdijo, da je navdihnila zasnovo Bele hiše v Washingtonu.
Drugi primeri so Russborough, ki ga je oblikoval Richard Cassels, arhitekt nemškega porekla, ki je prav tako zasnoval bolnišnico Rotunda v Dublinu in Florence Court, grofija Fermanagh. Irske paladijevske hiše pogosto zaznamujejo robustne ročno delo, ki ga pogosto izvajajo bratje Lafranchini, irska posebnost, ki je veliko bolj razkošna kot notranjost njihovih sodobnikov v Angliji. Dublin je bil v 18. stoletju zgrajen tako, da je na mestu postavil jurijevski pečat, ki pa je nastal zaradi slabega načrtovanja in revščine, do nedavnega je bila Dublin eno redkih mest, kjer so bile hiše iz 18. stoletja videti v propadajočem stanju. Po drugi strani je bil na Irskem po letu 1922 svinec odstranjen iz streh nenaseljenih paladijevskih hiš zaradi njegove vrednosti, pri čemer so se hiše pogosto opustile zaradi prekomernih davkov zaradi strehe. 

### Severoameriška paladijevska arhitektura
Učinek Palladia v Severni Ameriki je očiten skoraj od začetka arhitekturnega oblikovanja stavb, saj je bil angleško-irski filozof George Berkeley morda ameriški pionir paladijevstva. Berkeley, ki je kupil veliko kmečko hišo v Middletownu, blizu Newporta v poznih 1720-ih, je vložil v "Whitehall" in jo izboljšal s paladijevskim vhodnim delom, ki ga je dobil v Williama Kenta Designs of Inigo Jones (1727), ki ga je verjetno prinesel s seboj iz Londona; Palladijevo delo je bilo v knjižnici v tisoč knjigah, ki jih je za ta namen nabiral in poslal na kolidž Yale. Leta 1749 je Peter Harrison sprejel zasnovo svoje knjižnice Redwood v Newportu na Rhode Islandu, bolj neposredno iz Palladijeve Quattro Libri, njegov Brick Market, tudi v Newportu desetletju kasneje, ima tudi paladijevsko zasnovo.
Hammond-Harwood House v Annapolisu v Marylandu je primer paladijevske arhitekture v Združenih državah. To je edino obstoječe delo kolonialne akademske arhitekture, ki je bila zasnovana predvsem iz Palladijeve Quattro Libri. Hišo je zasnoval arhitekt William Buckland leta 1773-74 za premožnega kmeta Matthiasa Hammonda iz grofije Anne Arundel v Marylandu. Modelirana je bila po zasnovi vile Pisani v Montagnani v Italiji v II. knjigi, poglavju XIV iz I Quattro Libri dell'Achitettura.
Politik in arhitekt Thomas Jefferson (1743-1826) je nekoč omenil Palladijevo Quattro Libri kot svojo biblijo. Jefferson je pridobil veliko spoštovanje Palladijevih arhitekturnih konceptov in njegovi modeli za svoje ljubljeno Monticello, posestvo James Barbour Barboursville, Virginia State Capitol in Univerzo v Virginiji so temeljili na risbah iz te knjige. Zavedajoč se močnega političnega pomena, ki se nanaša na antične rimske stavbe, je Jefferson oblikoval svoje civilne stavbe. Monticello (preurejen med letoma 1796 in 1808) je očitno temeljil na Vlli Capra, vendar s spremembami, v slogu, ki je danes v Ameriki opisan kot kolonialni jurijanski. Jeffersonov Panteon ali Rotunda na Univerzi v Virginiji je nedvomno paladijevska v konceptu in slogu.
V Virginiji in Karolini se paladijevski način ustvarjanja vidi v številnih plantažnih hišah, kot sta Stratford Hall ali Westover Plantation ali Drayton Hall blizu Charlestona. Ti primeri so vsi klasični ameriški kolonialni primeri, ki so se prenašali skozi gravure v korist zidarjev in pokroviteljev, ki niso imeli izkušnje z evropsko gradbeno prakso. Značilnost ameriškega paladijevstva je bila ponovna vzpostavitev velikega portika (verande), ki je spet kot v Italiji izpolnila potrebo po zaščiti pred soncem; portik v različnih oblikah in velikostih je postal prevladujoča značilnost ameriške kolonialne arhitekture. V severnoevropskih državah je bil portik zgolj simbol, ki je bil pogosto zaprt ali samo nakazan s pilastri, včasih pa v zelo poznih primerih angleškega paladijstva, prilagojen, da bi postal porte-cochère (pokriti verandi podobna struktura na glavnem ali sekundarnem vhodu v stavbo, skozi katero je prvotno prišla vprega in danes motorno vozilo, in zagotavlja zaščito potnikov pred vremenom); v Ameriki je paladijevski portik ponovno dobil popolno slavo.
Ena hiša, ki jasno prikazuje ta vpliv je Mount Airy v okrožju Richmond v Virginiji, zgrajena leta 1758-62.
V Westoverju sta severni in južni vhod narejena iz uvoženega portlandskega kamna po vzoru v Palladio Londinensis (1734) Williama Salmona.
Značilnost Drayton Hall je dvonadstropni portik, ki izhaja neposredno od Palladia.
Neoklasicistična predsedniška Bela hiša v Washingtonu, je navdihnil irski paladianizem. Grad Coole in Richarda Cassela Leinster House v Dublinu naj bi navdihnila arhitekta Jamesa Hobana, ki je zasnoval dvorec, ki je bil zgrajen med letoma 1792 in 1800. Hoban, rojen leta 1762 v kraju Callan v okrožju Kilkenny, je študiral arhitekturo v Dublinu, kjer je bila Leinster House (zgrajena leta 1747) ena izmed najlepših stavb v tistem času. Bela hiša je bolj neoklasicistična kot paladijevska; zlasti južna fasada, ki je zelo podobna Wyattovemu dizajnu leta 1790 za grad Coole, tudi na Irskem. Grad Coole je po besedah arhitekturnega komentatorja Gervase Jackson-Stopsa »vrhunec paladijevskih tradicij, vendar je v svojem častnem okrasju in plemeniti varčnosti strogo neoklasicističen«.
Ena od prilagoditev v Ameriki je bila, da je piano nobile sedaj večkrat postavljen v pritličje, kot pa nad gospodarski del v evropski tradiciji. Ta gospodarski del, če je sploh obstajal, je bil zdaj diskretno polklet. To je zanikalo potrebo po okrašenem zunanjem stopnišču, ki je vodilo do glavnega vhoda, kot v bolj izvirnih paladijevskih modelih. To bi bilo tudi značilnost neoklasicističnega sloga, ki je sledil paladijevskemu.
Edini dve hiši v Združenih državah Amerike - iz angleškega kolonialnega obdobja (1607-1776) – ki ju je mogoče dokončno pripisati modelom iz Four Books of Architecture so arhitekta Williama Bucklanda Hammond-Harwood House (1774) v Annapolisu v Marylandu in Thomasa Jeffersona prvi Monticello.
Zaradi kasnejšega razvoja je paladijevska arhitektura v Kanadi redka. Eden pomembnih primerov je sedež province Nove Škotske, ki je bila dokončana leta 1819. Drug primer je vladna hiša v St. John's, Nova Fundlandija.
Center za paladijevske študije v Ameriki, Inc., neprofitna organizacija, je bil ustanovljen leta 1979 za raziskovanje in spodbujanje razumevanja Palladijevega vpliva v Združenih državah Amerike.